# I نقطه‌دار و بی‌نقطه

I نقطه‌دار و بی‌نقطه در صورت‌ها کوچک و بزرگ

الفبای ترکی استانبولی که خود گونه‌ای از الفبای لاتین است، دو نسخهٔ مجزا و متفاوت از حرف I دارد: نقطه‌دار و بی‌نقطه.
I بی‌نقطه، I ı، نمایانگر صدای واکهٔ غیرگرد پسین بالا (/ɯ/) است. هیچ‌یک از صورت‌های کوچک یا بزرگ I بی‌نقطه، نقطه ندارند.
I نقطه‌دار، İ i، نمایانگر صدای واکهٔ غیرگرد پیشین بالا (/i/) است. هر دو صورت کوچک و بزرگ I نقطه‌دار، دارای نقطه می‌باشند.
مثال‌ها:
- İstanbul‏ /isˈtanbuɫ/ که با صدای i آغاز می‌شود؛ نه ı
- Diyarbakır‏ /dijaɾˈbakɯɾ/ اولین و آخرین واکه به شیوه‌ای متفاوت از یکدیگر تلفظ و نوشته می‌شوند